# Rząd Béli Wenckheima

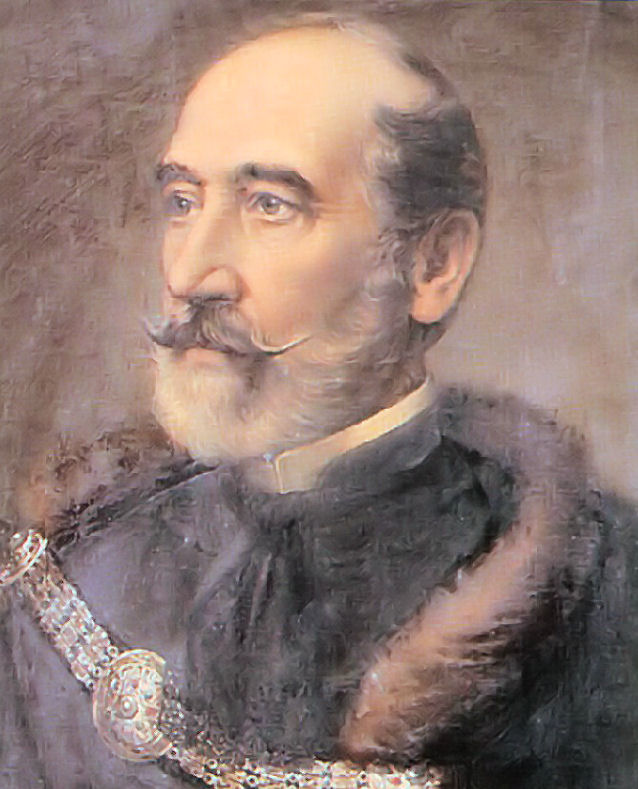
Béla Wenckheim

Rząd Béli Wenckheima – rząd Królestwa Węgier, działający kilka miesięcy w 1875, pod przewodnictwem premiera Béli Wenckheima.